# Сан-Жозе-ду-Ріу-Прету
Сан-Жозе-ду-Ріу-Прету (порт. São José do Rio Preto) — місто і муніципалітет бразильського штату Сан-Паулу. Складова частина однойменного мезорегіону і мікрорегіону. Населення становить 414 тис. чоловік (2008 рік, IBGE), муніципалітет займає площу 434 км². Зараз це комерційний, промисловий та сільськогосподарський центр північно-західної частини штату. Також місто є центром католицької єпархії Сан-Жозе-ду-Ріу-Прету.
| Бразилія | Це незавершена стаття з географії Бразилії. Ви можете допомогти проєкту, виправивши або дописавши її. |